# 拉厄特

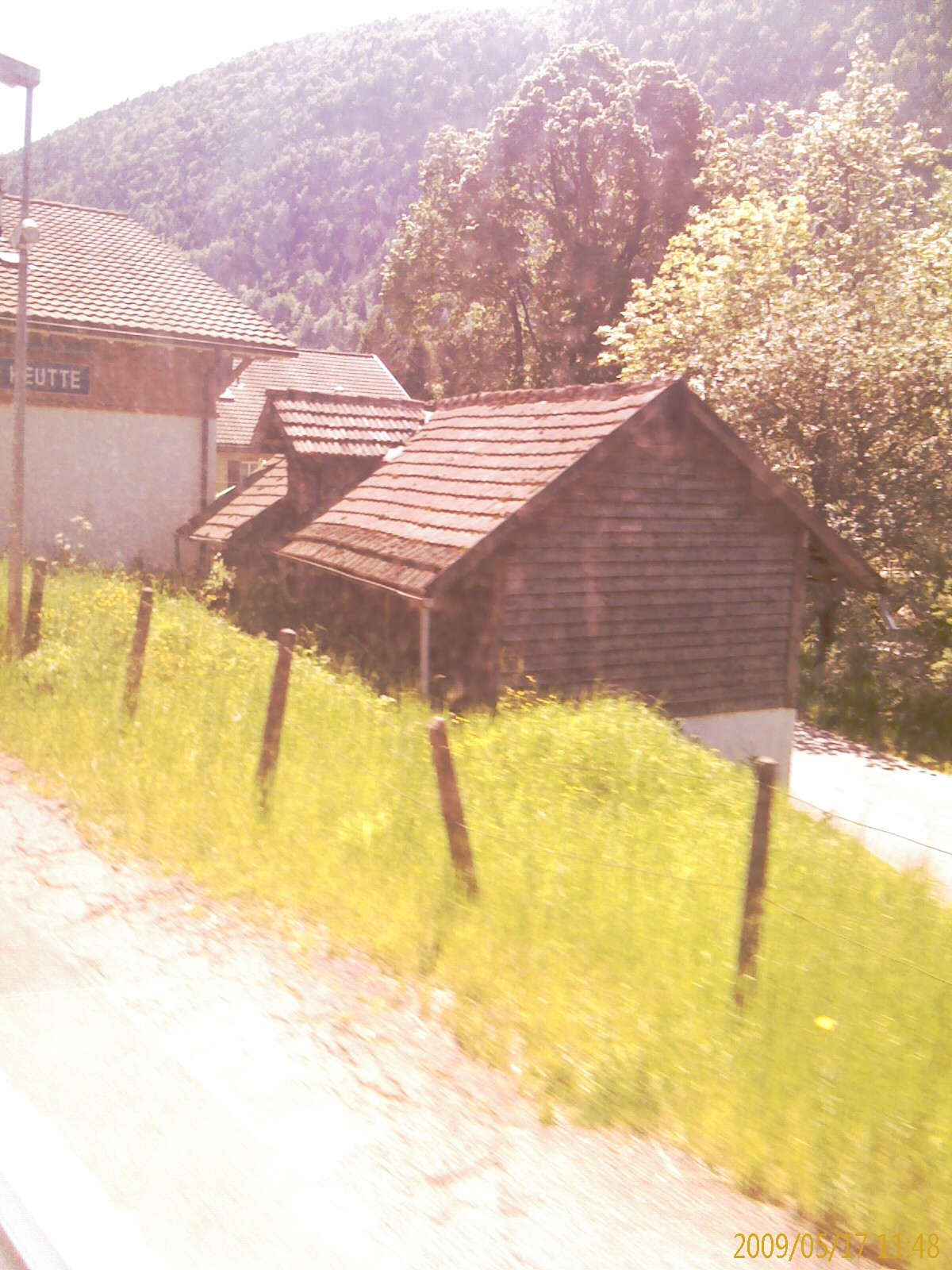

拉厄特是瑞士的城鎮，位於該國中西部，由伯恩州負責管轄，面積8.08平方公里，海拔高度615米，2011年人口485，六成人口信奉基督教，人口密度每平方公里60人。

## 外部連結
- La Heutte Municipality Website （页面存档备份，存于）